# Historia de Múnich
| Año  | Población |
| ---- | --------- |
| 1369 | 11 237    |
| 1500 | 13 447    |
| 1600 | 18 000    |
| 1700 | 24 000    |
| 1801 | 48 705    |
| 1830 | 77 802    |
| 1849 | 96 398    |
| 1871 | 169 693   |
| 1890 | 349 024   |
| 1900 | 499 959   |
| 1910 | 595 467   |
| 1925 | 680 704   |
| 1933 | 840 188   |
| 1939 | 840 586   |
| 1950 | 831 937   |
| 1961 | 1 084 500 |
| 1970 | 1 293 590 |
| 1975 | 1 317 700 |
| 1980 | 1 298 900 |
| 1985 | 1 266 100 |
| 1987 | 1 185 421 |
| 1997 | 1 216 500 |
| 2002 | 1 234 692 |
| 2007 | 1 348 650 |

El germen de la ciudad de Múnich fue un pequeño monasterio fundado en el siglo VIII por monjes procedentes de la abadía situada a orillas del lago Tegernsee, al sureste de Baviera. Este monasterio se hallaba situado donde hoy se alza la iglesia de San Pedro. Por este motivo la ciudad se llama München en alemán, y en el blasón aparece un monje.

## Edad Media

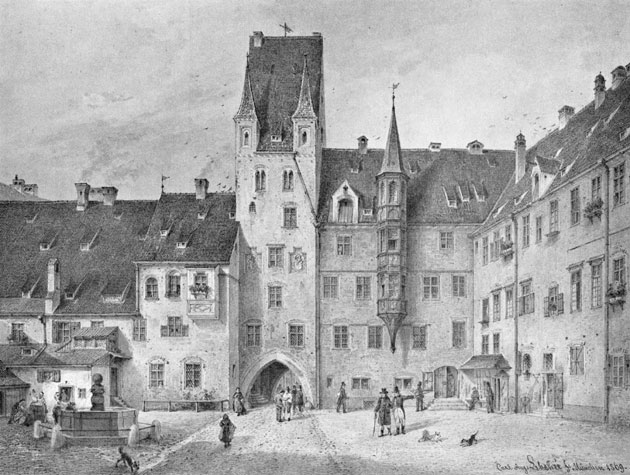
El viejo Hof, grabado.

### Los inicios
Puesto que la fecha exacta del inicio de dicho asentamiento no se conoce, se acepta como fecha de fundación 1158, año en que es citada por primera vez en los anales. El motivo de ello es la construcción de un puente en el río Isar iniciada por Enrique el León, duque de Baviera y Sajonia. Para asegurar que el fructífero comercio de sal de la cercana ciudad de Augsburgo favoreciese el crecimiento de Múnich, Enrique destruyó violentamente un puente situado más al norte, cerca de Oberföhring territorio del obispo de Freising. Poco después el emperador Federico I Barbarroja otorgaría a Múnich derechos de aduana, mercado y acuñación de moneda. Apenas veinte años después, en el 1175, se concedería a Múnich el estatus de ciudad y se edificaría la primera muralla.

### Residencia de los Wittelsbach
Tras la caída en desgracia de Enrique el León en 1180, el ducado de Baviera cayó bajo el poder de la dinastía Wittelsbach, mientras que Múnich sería gobernada por el obispo de Freising. En 1240 Múnich sería también propiedad de los Wittelsbach, y posteriormente en 1255 elegida como su residencia.
En 1314 el duque Luis IV de Baviera fue elegido rey de romanos, y desde 1328 también emperador del Sacro Imperio Romano. Como consecuencia de la elección de Múnich como su residencia, se iniciarían las obras de construcción de una segunda muralla. Desde estos años los colores de Múnich son los mismos que los del Sacro Imperio Romano: negro y oro.
Desde el final del siglo XIV hubo una serie de rebeliones protagonizadas por la burguesía contra los duques, los cuales con el fin de protegerse mejor fundaron una nueva residencia en las afueras de la ciudad. Debido al peligro de los husitas se construyó en 1429 una nueva muralla exterior. En 1442 se expulsó a los judíos de la ciudad. En 1468 se iniciaron las obras de la Catedral de Nuestra Señora de Múnich, cuya construcción duró veinte años.

## Edad Moderna

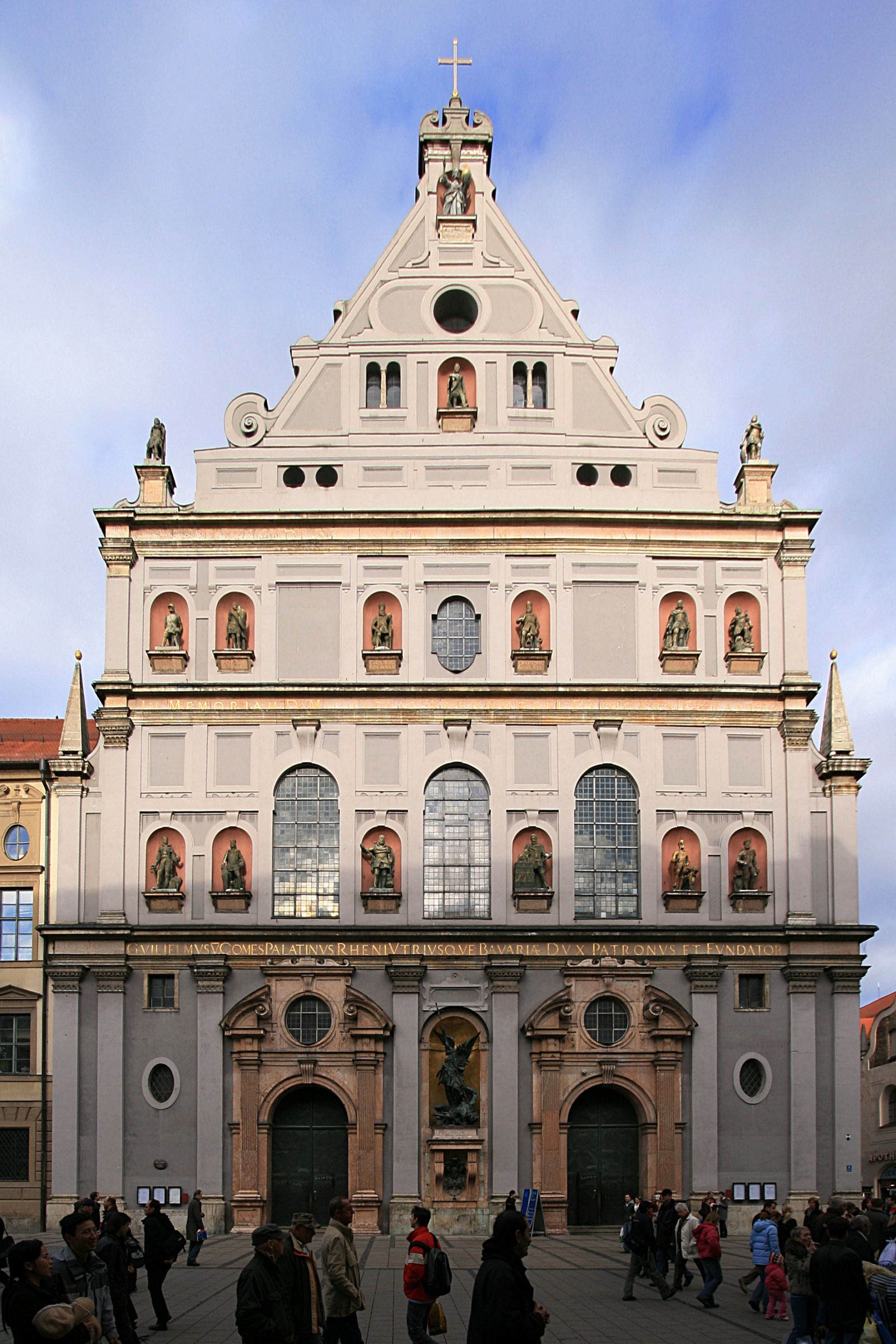
Iglesia de San Miguel (Múnich).

### Capital del Ducado de Baviera
Tras el gran apogeo cultural que Múnich experimento durante el gótico tardío, Alberto IV nombraría a la ciudad capital de Baviera en 1506. A partir de este momento, el poder de la burguesía fue progresivamente disminuyendo, de aquí en adelante los Wittelsbach serían los verdaderos impulsores de la ciudad. Múnich fue durante el gobierno de Guillermo IV y Alberto V un importante centro tanto durante el renacimiento como de la Contrarreforma. En 1589, Guillermo V fundó la cervecería Hofbräuhaus, que se encargaría del suministro a la corte.
Bajo el duque Maximiliano I de Baviera Múnich sería elegida como residencia permanente en 1623. Sin embargo en 1632, durante la guerra de los Treinta Años, fue ocupado por tropas suecas, bajo la dirección de Gustavo II Adolfo de Suecia. Con el fin de evitar la destrucción de la ciudad, fue necesario la devolución de rehenes y oro. Pocos años más tarde se desencadenó la peste que condujo a la muerte a un tercio de la población. Tras el fin de la guerra en 1648 la ciudad se recuperó rápidamente y bajo el gobierno del príncipe elector Fernando María tuvo su apogeo el Barroco italiano.
A partir de 1704 la ciudad estuvo ocupada por las tropas de los Habsburgo durante varios años, con motivo de la guerra de sucesión española, puesto que el elector Maximiliano II Manuel era aliado de Francia. Tras la coronación del príncipe elector Carlos Alberto en 1742 las tropas austriacas volvieron a ocupar de nuevo y durante dos años la ciudad. Maximiliano III José fue el primer gobernante ilustrado, bajo cuyo reinado se fundó la Academia de Ciencias de Baviera en 1759, se creó el Jardín Inglés de Múnich y se derruyeron las antiguas murallas medievales.
Aunque Múnich ya era residencia imperial en 1328, el verdadero ascenso de la ciudad se produjo 450 años más tarde.

## Edad Contemporánea

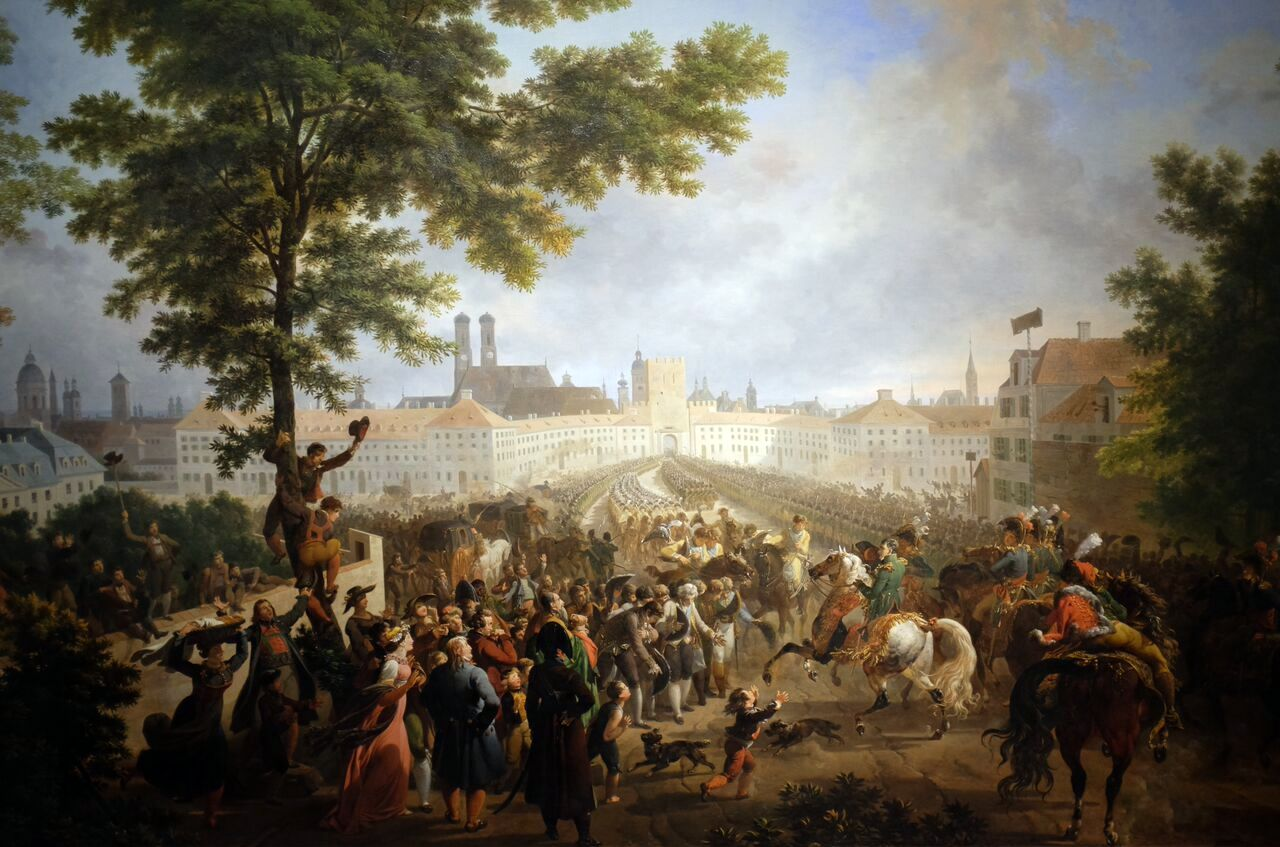
Llegada de Napoleón a Múnich en 1805.

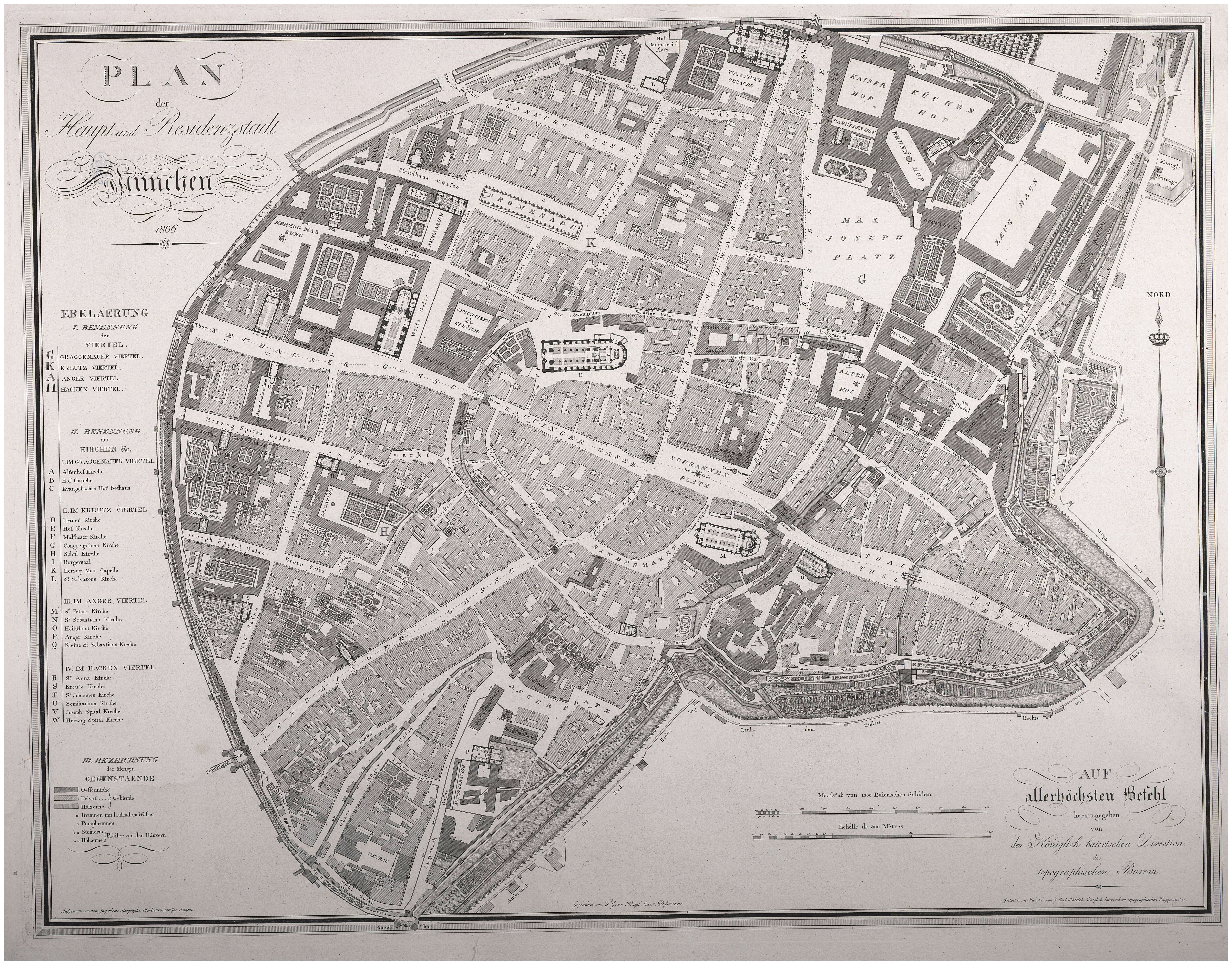
Múnich según un plano catastral de inicios del

### Capital del Reino de Baviera
Hacia el fin del siglo XVIII Múnich creció rápidamente, y aún más a partir de 1806 cuando Múnich fue elegida capital del recién fundado Reino de Baviera dentro de la Confederación del Rin fomentada por Napoleón I. Tras el derrumbamiento del Imperio Napoleónico, Baviera se unió a la Confederación Germánica.
Bajo el reinado de Luis I (1825-1848), la ciudad floreció como ciudad de las artes. Los arquitectos neoclásicos Leo von Klenze y Friedrich von Gärtner diseñaron la Ludwigstraße (arteria principal de Múnich), la Königsplatz y la ampliación de la residencia real. Bajo el mecenazgo del hijo de Luis Maximiliano II (1848-1864) florecieron especialmente las artes humanistas, también construyó en un estilo neogótico los edificios adyacentes a la Maximilianstraße, hoy en día una de las zonas comerciales más prestigiosas del continente. Bajo el reinado de su hijo el Príncipe Leopoldo de Baviera (1886-1912), Múnich vivió de nuevo un gran auge cultural y económico. Especialmente el barrio de Schwabing, se convirtió en un barrio cultural y de artistas, en el que vivían innumerables escritores y pintores. En 1911 se fundó el movimiento pictórico Der Blaue Reiter, formado por artistas de la talla de Vasili Kandinski y Franz Marc.
Luego de la victoria alemana en la guerra franco-prusiana liderada por Otto von Bismarck, Baviera y con ella Múnich pasaron a formar parte del Imperio alemán.
En 1916 durante la Primera Guerra Mundial Múnich sufrió bombardeos por parte de Francia, que no causaron sin embargo grandes daños. La carencia de alimentos básicos y de combustible empezó a minar la moral de la población, y tras el fin de la guerra en 1919 se instaló en Múnich, tras la expulsión del rey, una república de signo comunista, la llamada República Soviética de Baviera, que tuvo una corta existencia.

### Capital del Estado Libre de Baviera
En los años siguientes, ya bajo la República de Weimar, Múnich se convertiría en una ciudad clave para el Nacionalsocialismo. En 1923 el líder nazi Adolf Hitler intentó un golpe de Estado contra el gobierno de la República de Weimar, que terminó en fracaso ante el poco apoyo mostrado por el pueblo y los militares. Durante el levantamiento murieron 4 policías y 14 golpistas, y Hitler fue condenado a 5 años de cárcel.
Alemania nazi (1933-1945)
La ciudad permanecería como feudo del Partido nazi, por lo que en 1935 Hitler, entonces canciller alemán, concedió a la ciudad el título de «Capital del Movimiento». Allí se instaló el Führerbau y la sede central del Partido Nazi, la llamada Casa Parda.
En 1938 se firmarían los Acuerdos de Múnich, por el cual la región de los Sudetes entraron a formar parte de Alemania. A pesar de su militancia nazi, Múnich también fue la base de la "Rosa Blanca" (en alemán: Die Weiße Rose), un grupo de estudiantes que formaron un movimiento de resistencia entre junio de 1942 y febrero de 1943. Los principales miembros del movimiento, los hermanos Hans y Sophie Scholl, fueron arrestados y ejecutados por haber distribuido folletos críticos con el régimen nazi en la Universidad de Múnich.
La ciudad resultó gravemente dañada por los bombardeos aliados de la Segunda Guerra Mundial: durante los seis años que duró la contienda, la ciudad sufrió un total 71 raids aéreos. Esto provocó que numerosos habitantes de Múnich abandonaran la ciudad. Para mayo de 1945 unas 337 000 personas (41 % del total) habían salido de Múnich.
Tras la invasión aliada de Alemania, la batalla final por Múnich comenzó el 29 de abril de 1945. Ese día varias divisiones norteamericanas emprendieron un asalto de los alrededores de la ciudad, liberando también el Campo de concentración de Dachau, situado en las cercanías de Múnich. Algunos sectores de la ciudad fueron bien defendidos por las tropas alemanas, a pesar de la ofensiva norteamericana. A pesar de esto, la ciudad fue capturada con bastante facilidad al día siguiente, 30 de abril, debido a la débil resistencia ofrecida por los defensores alemanes.
Desde 1945

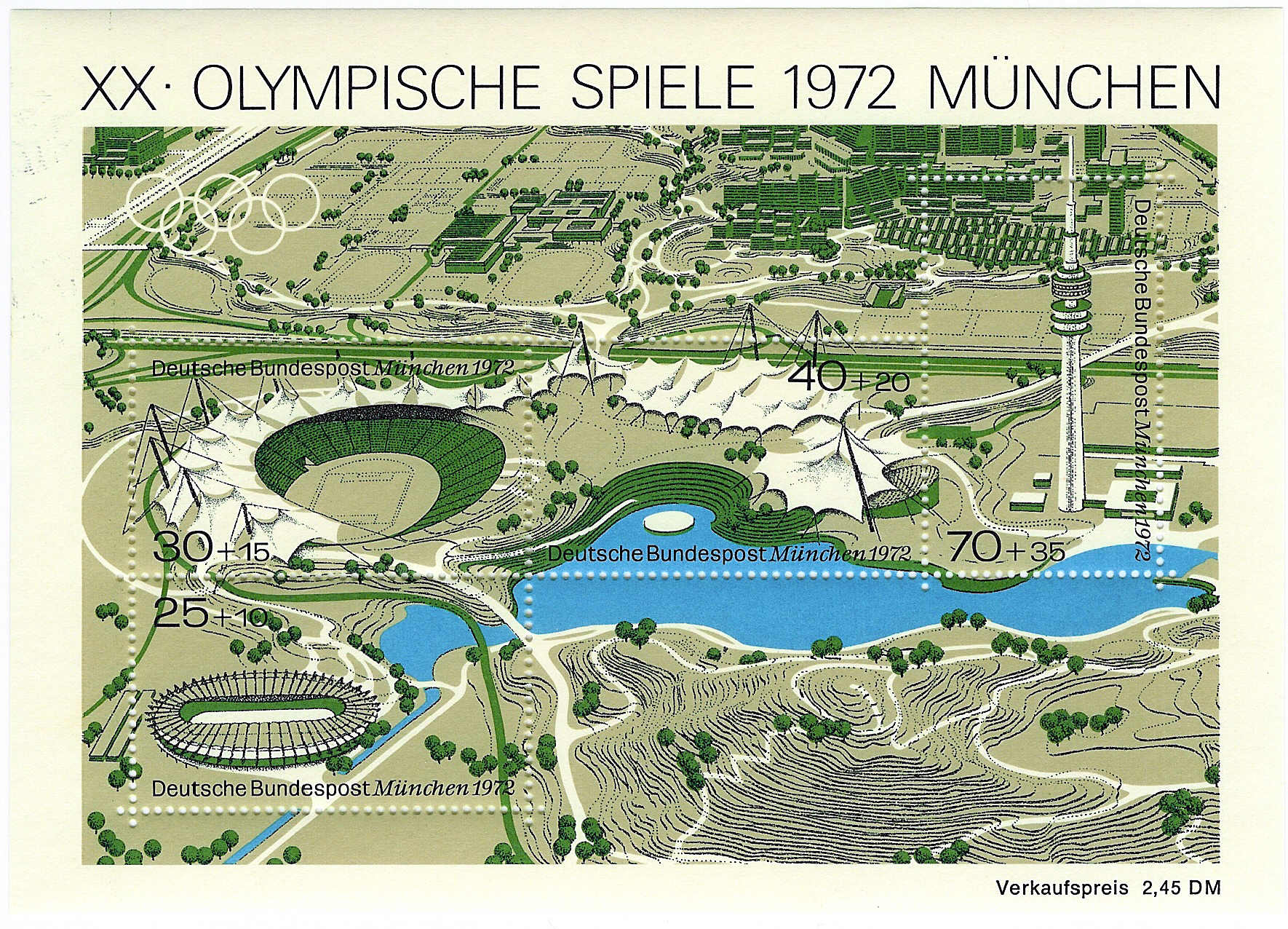
Sello especial de la Oficina Federal de Correos de Alemania con la sede de los Juegos Olímpicos de 1972.

Tras el fin de la Segunda Guerra Mundial en Europa, Múnich quedó integrada en la zona de ocupación estadounidense y sufrió una amplia reconstrucción. La ciudad se orientó principalmente hacia la alta tecnología, convirtiéndose en una importante ciudad industrial. También el turismo se convirtió en una importante actividad económica.
En 1962 se celebró una reunión de españoles críticos con el régimen franquista, conocida despectivamente por estos como el Contubernio de Múnich.
En 1972 los XX Juegos Olímpicos se celebraron en Múnich. Durante dichos Juegos, perpetró la Masacre de Múnich cuando un grupo de terroristas palestinos tomaron como rehenes a deportistas israelíes, el secuestro se saldó con la muerte de todos los rehenes, varios palestinos y un policía. Para los Juegos, se invirtió masivamente en medios de transporte colectivos, así que iniciaron las obras del Metro y de trenes de corto recorrido. Asimismo, el centro de la ciudad se transformó en zona peatonal.
En 1992 se inauguró el Aeropuerto Internacional de Múnich-Franz Josef Strauss, que actualmente es el segundo aeropuerto más transitado de Alemania tras el de Fráncfort del Meno.